# Tuhala
Ne doit pas être confondu avec Tuhala (rivière).
Tuhala (autrefois en allemand : Toal) est un petit village d'Estonie située à une trentaine de kilomètres au sud de Tallinn et célèbre pour son « puits aux sorcières ». Il fait partie de la commune de Kose, dans la région d'Harju.
Au 31 décembre 2011,  le village compte 105 habitants.

## Le Puits aux sorcières
Ce puits construit en 1639 et profond de seulement 2,5 mètres passe juste au-dessus d'un karst. La rivière qui passe entre 4 et 9 mètres au-dessous peut atteindre une largeur de 9 mètres. C'est cette rivière qui produit, durant la fonte des neiges, un phénomène qui fait surgir l'eau du puits et a valu au lieu son nom de « puits aux sorcières ». Le débit maximum est de 100 litres par seconde.

## Le manoir de Toal
Le domaine de Tuhala a été mentionné en 1241 dans le Liber Census Daniæ, lorsque la contrée appartenait à la couronne du Danemark. Son nom a ensuite été germanisé en Toal, nom officiel que le village a gardé jusqu'au milieu de l'entre-deux-guerres. Le domaine seigneurial s'est formé en 1468. Parmi ses propriétaires, l'on distingue le cartographe Ludwig August von Mellin (1754-1835) qui édita un atlas de la Livonie en 1798, intitulé Atlas von Lieffland oder von den beyden Gouvernementern und Herzogthümern Lieff- und Ehstland und der Provinz Oesel. Il parut simultanément à Riga et à Leipzig.
Le manoir brûle pendant les jacqueries de la révolution de 1905 qui faillit emporter l'Empire russe. Il en reste un grand parc avec des dizaines d'essences rares et des centaines d'espèces botaniques du nord du pays. Une stèle rappelle l'existence de l'école de Toal qui exista de 1638 à 1769.

## Église

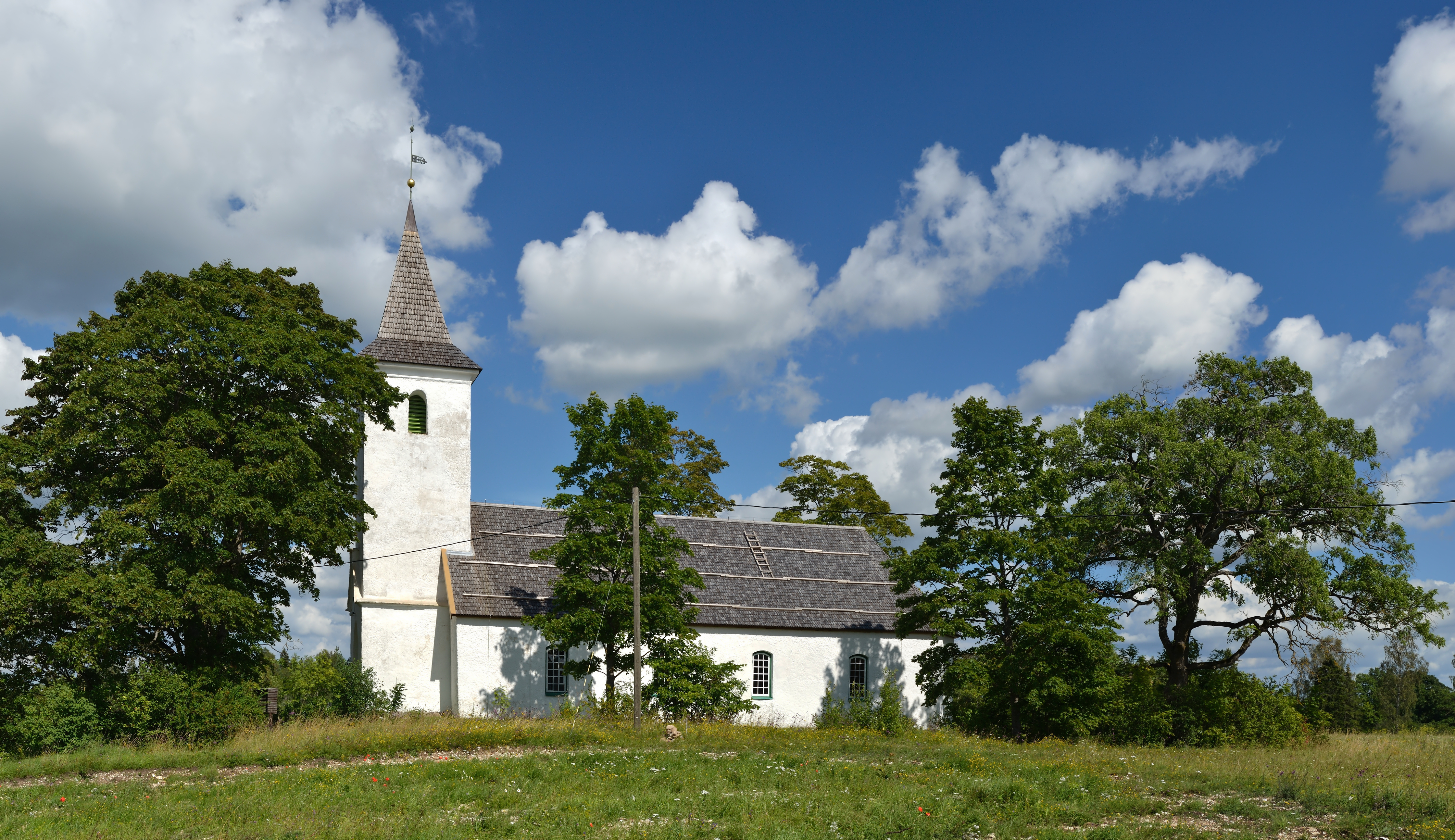
L'église de Tuhala

Le comte Carl Johann von Mellin (1707-1775) a fait bâtir l'église luthérienne du village qui est consacrée en 1777. L'autel en style Renaissance a été sculpté par Berent Geistmann et date du début du XVIIe siècle. La rose des vents au-dessus du clocher date de 1670. L'orgue, œuvre du facteur Gustav Normann, a été installé en 1849 à l'église de Kosch (aujourd'hui Kose) et transporté plus tard ici. Deux chapelles funéraires du cimetière à côté sont inscrites au patrimoine historique.
Localisation : 59° 13′ 56″ N, 24° 58′ 55″ E